# Get Shaky
"Get Shaky" – singel Iana Careya, wydany przez niego pod pseudonimem "The Ian Carey Project" w 2008 roku. Spotkał się z sukcesem w krajach Australii i Oceanii: w Nowej Zelandii utworowi przyznano certyfikat złotej płyty, w Australii pokrył się on platyną.
Do utworu zrealizowano także wideoklip, który podczas MTV Australia Awards 2009 zdobył nagrodę w kategorii najlepszy teledysk dance.